# Difenylmethaan
Difenylmethaan is een aromatische koolwaterstof met als brutoformule C13H12. De stof komt voor als een kleurloze kristallijne vaste stof, die bijna niet oplosbaar is in water.
De difenylmethaangroep vormt de basisstructuur van vele organische verbindingen, waaronder enkele belangrijke kleurstoffen en geneesmiddelen. Als functionele groep wordt het de benzhydrylgroep genoemd.

## Synthese
Difenylmethaan wordt bereid door de reactie van benzylchloride met benzeen, in de aanwezigheid van een lewiszuur zoals aluminiumchloride:
{\displaystyle {\ce {C6H5CH2Cl + C6H6 -> (C6H5)2CH2 + HCl}}}
In plaats van benzylchloride kan ook benzylalcohol gebruikt worden.

## Toepassingen
Difenylmethaan wordt gebruikt als oplosmiddel en als intermediair voor de synthese van andere verbindingen, bijvoorbeeld benzofenon dat onder meer in parfums wordt gebruikt. De anxiolytica hydroxyzine en captodiam (ATC-code N05BB) zijn geneesmiddelen met een centrale difenylmethaanstructuur. Ook methadon bezit een difenylmethaangroep.
Methyleendifenyldiisocyanaat is ook een difenylmethaan, hoewel het bereid wordt uitgaande van aniline, formaldehyde en fosgeen.